# Investigação do Tribunal Penal Internacional nas Filipinas
A Investigação do Tribunal Penal Internacional nas Filipinas, ou situação na República das Filipinas, é uma investigação em curso do Tribunal Penal Internacional (TPI) sobre alegados crimes contra a humanidade cometidos durante a guerra contra o narcotráfico nas Filipinas.
As Filipinas anunciaram a sua intenção de retirar a sua adesão ao Estatuto de Roma em 14 de março de 2018, cerca de um mês depois de o TPI ter lançado uma investigação preliminar sobre a situação no país. A retirada foi finalizada um ano depois, em 16 de março de 2019. Como as Filipinas não são mais um Estado-membro do Estatuto de Roma, a investigação abrangerá apenas o período em que o tratado esteve em vigor no país – entre 1 de novembro de 2011 e 16 de março de 2019.

## Contexto
A guerra às drogas foi lançada pela Polícia Nacional das Filipinas em 1 de julho de 2016, um dia depois de Rodrigo Duterte ter sido empossado como presidente. De acordo com uma estimativa citada pelo promotor do TPI, Karim Ahmad Khan, a campanha resultou na morte de cerca de 12.000 a 30.000 pessoas, e as mortes atingiram seu pico entre 2016 e 2017. Contudo, os números oficiais do governo variaram ao longo do curso da guerra às drogas devido à falta de transparência e à terminologia ambígua.
Desde a sua campanha presidencial até o final da sua presidência, Duterte fez vários comentários defendendo matar criminosos e membros de organizações de narcotráfico, dando ordens aos agentes da lei para "atirar para matar" sem medo de serem processados, dizendo que os protegeria e iria para a prisão por eles.
Um dia após a eleição presidencial de 2016, Duterte disse: "Serei um ditador [...] mas apenas contra as forças do mal - criminalidade, drogas e corrupção no governo", e jurou que caso não cumprisse a sua promessa de acabar com o crime, a corrupção e as drogas nos primeiros seis meses de seu mandato, ele deixaria a presidência. Em 1 de julho, um dia após a posse de Duterte como presidente, a Polícia Nacional das Filipinas lançou o Project Double Barrel, marcando o início da guerra às drogas nas Filipinas.

## Histórico
Em 13 de outubro de 2016, cerca de quatro meses após o início da guerra contra o narcotráfico nas Filipinas, a promotora do TPI, Fatou Bensouda, expressou sua profunda preocupação com os relatos de execuções extrajudiciais de supostos traficantes e usuários de drogas nas Filipinas, dizendo que o TPI estará "acompanhando de perto os desenvolvimentos" no país para avaliar se deve abrir um exame preliminar, caso necessário. No mês seguinte, em 17 de novembro, o presidente Duterte ameaçou seguir o exemplo da Rússia e retirar as Filipinas do TPI, que ele chamou de "imprestável".
Em 27 de abril de 2017, no documento de 77 páginas intitulado "The Situation of Mass Murder in the Philippines", Jude Sabio - um advogado filipino que representa ex-membros do Davao Death Squad  - solicitou ao TPI que acusasse o presidente Duterte e onze outras autoridades de assassinato em massa e crimes contra a humanidade.

### Jurisdição
As Filipinas assinaram o Estatuto de Roma do Tribunal Penal Internacional (TPI) em 28 de dezembro de 2000 e o ratificaram em 30 de agosto de 2011. O tratado entrou em vigor no país em 1 de novembro de 2011. Em 14 de março de 2018, um mês após o TPI abrir uma investigação preliminar sobre a situação nas Filipinas, o Presidente Duterte disse em um comunicado que "as Filipinas estão retirando a ratificação do Estatuto de Roma com efeito imediato". No entanto, de acordo com o artigo 127 (1) do tratado, a retirada só produzirá efeitos “um ano após a data de recebimento da notificação”. Dois dias depois, em 16 de março, as Filipinas notificaram formalmente o secretário-geral das Nações Unidas da sua decisão de se retirar do Estatuto de Roma. O país deixou oficialmente o TPI um ano depois, em 17 de março de 2019.
A jurisdição da investigação do TPI nas Filipinas será limitada ao período em que o país era Estado-membro do Estatuto de Roma, entre 1 de novembro de 2011 e 16 de março de 2019, abrangendo quase três anos da presidência de Duterte, durante os quais a guerra às drogas esteve no auge.

### Investigação
Em 15 de setembro de 2021, a Câmara de Pré-Julgamento I do TPI autorizou o promotor do Tribunal Penal Internacional a abrir uma investigação de crimes dentro da jurisdição do tribunal nas Filipinas.

## Resposta do governo filipino
Em 13 de março de 2018, as Filipinas retiraram-se do Estatuto de Roma do Tribunal Penal Internacional (TPI). O Presidente Duterte justificou a retirada acusando o TPI e as Nações Unidas de "cruzadas" contra ele e condenando os "ataques infundados, sem precedentes e escandalosos" da ONU a sua administração.
Em Setembro de 2021, o governo das Filipinas anunciou que não cooperaria com o TPI na sua investigação e proibiria os seus investigadores de entrar no país.